# تالالا شمالی
تالالا شمالی (به لاتین: Talalla North) یک منطقهٔ مسکونی در سری‌لانکا است که در استان جنوبی (سری‌لانکا) واقع شده‌است.